# Даніеле Скарпа
Даніеле Скарпа (італ. Daniele Scarpa, нар. 3 січня 1964, Венеція, Італія) — видатний італійський веслувальник на байдарках, олімпійський чемпіон та срібний призер Олімпійських ігор 1996 року, дворазовий чемпіон світу.

## Кар'єра
Даніеле Скарпа народився 3 січня 1964 року в місті Венеція, проживав у районі Местре. З дитинства почав займатися веслуванням, та проходив підготовку в римському веслувальному клубі «Фьямме Оро».
На дебютних Олімпійських іграх у 1984 році виступав у парі з Франческо Уберті. На дистанції 500 метрів вони зупинилися за крок до медалі, а на дистанції 1000 метрів стали шостими. Окрім цього спортсмен брав участь в одиночних змаганнях на дистанції 500 метрів, де також став шостим. Наступного року на чемпіонаті світу виграв свою першу дорослу медаль, разом з Франческо Уберті ставши третіми на не олімпійській дистанції 10000 метрів.
Наступні Олімпійські ігри, що проходили у Сеулі, стали для спортсмена менш успішними. У складі екіпажу-четвірки на дистанції 1000 метрів він став сьомим, а у парі з Беньяміном Бономі зайняв у фіналі останнє, дев'яте, місце.
У 1992 році, на іграх у Барселоні, в одиночному заїзді на дистанції 500 метрів став сьомим, а у парі з Паоло Лускі став п'ятим у фіналі на дистанції 1000 метрів.
Наступний олімпійський цикл став найуспішнішим для спортсмена. На дистанції 1000 метрів він почав виступати у парі з Антоніо Россі. Спершу в 1993 та 1994 на чемпіонатах світу спортсмени вигравали срібні нагороди, а у 1995 році вони стали чемпіонами світу. Окрім цього у 1995 Скарпа виграв ще одне золото чемпіонату світу, на дистанції 500 метрів разом з Беньяміном Бономі. У складі цих двох екіпажів спортсмен поїхав на Олімпійські ігри 1996 року в Атланту. На цих змаганнях він зумів стати олімпійським чемпіоном (дистанція 1000 метрів), а також виграти срібну медаль (дистанція 500 метрів).
У 1997 році зі скандалом покинув національну збірну Італії, звинувадчуючи колег у систематичному вживанні допінгу.
Жінка спортсмена, Сандра Трукколо, чемпіонка Паралімпійських ігор зі стрільби з лука.

## Виступи на Олімпійських іграх
| Олімпіада         | Дисципліна                     | Місце |
| ----------------- | ------------------------------ | ----- |
| Лос-Анджелес 1984 | байдарки-одиночки, 500 метрів  | 8     |
| Лос-Анджелес 1984 | байдарки-двійки, 500 метрів    | 4     |
| Лос-Анджелес 1984 | байдарки-двійки, 1000 метрів   | 6     |
| Сеул 1988         | байдарки-двійки, 500 метрів    | 9     |
| Сеул 1988         | байдарки-четвірки, 1000 метрів | 7     |
| Барселона 1992    | байдарки-одиночки, 500 метрів  | 7     |
| Барселона 1992    | байдарки-двійки, 1000 метрів   | 5     |
| Атланта 1996      | байдарки-двійки, 500 метрів    | 2     |
| Атланта 1996      | байдарки-двійки, 1000 метрів   | 1     |